# Albendazol
Albendazol, marknadsfört internationellt under bl.a. varunamnet Albenza, är ett läkemedel som används för att behandla ett antal parasitmasksinfektioner. Läkemedlet kan användas mot giardia, piskmasksinfektion, filariasis, neurocysticercos, echinokockinfektion, springmasksinfektion, och spolmasksinfektion, bland andra. Läkemedlet tas via munnen. I Sverige finns det bara godkänt som veterinärt läkemedel under namnet Valbazen vet..
Vanliga biverkningar är illamående, buksmärta och huvudvärk. Potentiellt allvarliga biverkningar är benmärkssuppression, som vanligen förbättras vid utsättning av läkemedlet. Leverinflammation (hepatit) har rapporterats och de med tidigare leversjukdom eller leverproblem löper större risk. Läkemedlet befinner sig i graviditetskategori C i USA och kategori D i Australien, vilket innebär att det kan ge upphov till fosterskada om det tas av gravida kvinnor. Albendazol är ett bredspektrums-maskmedel av bensimidazol-typ.
Albendazol kom i bruk år 1971. Läkemedlet finns på Världshälsoorganisationens lista av essentiella läkemedel, som innehåller de viktigaste läkemedlen som behövs för att driva ett grundläggande hälso- sjukvårdssystem. I många delar av världen ligger kostnaden av läkemedlet mellan 0.01 och 0.06 USD per dos. I USA är däremot läkemedlet mycket dyrt, och kostade år 2014 50 USD per dos.